# Marchio ENEC
Il marchio ENEC, acronimo di European Norms Electrical Certification, è un marchio di qualità volontario per prodotti elettrici, che, a detta dell'organizzazione ETICS (European Testing, Inspection and Certification System, che gestisce lo schema ENEC), certifica anche la conformità ad una serie di norme di sicurezza elettriche (EN) armonizzate.
Tale marchio, anche se volontario, è riconosciuto dai paesi della Comunità Europea, da quelli dell'EFTA e da alcuni paesi dell'Europa orientale.
È frutto dell'accordo (LUM Agreement) in ambito CENELEC, avvenuto nel giugno del 1992, con l'obiettivo di identificare con un unico marchio europeo il rispetto delle norme relative alla sicurezza apparecchi di illuminazione. È stato successivamente esteso fino ad includere gli elettrodomestici, all'elettronica di consumo, ai trasformatori, filtri e agli apparecchi di connessione di rete.

## Simbolo
Il marchio ENEC sostituisce il vecchio Keymark, viene affiancato sui prodotti certificati al marchio CE ed è composto graficamente dal nome ENEC e da un numero che rappresenta l'organismo di certificazione che lo ha rilasciato. Può essere inoltre affiancato dal marchio dell'ente certificante.
Di seguito sono elencati alcuni numeri che possono comparire nel marchio con il relativo organismo di certificazione:
- 01 - AENOR -  Spagna[9]
- 02 - SGS-CEBEC -  Belgio[10]
- 03 - Istituto Italiano del Marchio di Qualità -  Italia[11]
- 04 - CERTIF -  Portogallo[12]
- 05 - DEKRA -  Paesi Bassi[13]
- 08 - Bureau Veritas LCIE -  Francia[14]
- 10 - VDE -  Germania[15]
- 11 - ÖVE -  Austria[16]
- 12 - BSI -  Regno Unito[17]
- 13 - Eurofins Electrosuisse -  Svizzera[18]
- 14 - Intertek Semko -  Svezia[19]
- 15 - UL International Demko A/S -  Danimarca[20]
- 16 - SGS Fimko -  Finlandia[21]
- 17 - Nemko -  Norvegia[22]
- 18 - TÜV Rheinland InterCert Kft., Divisione MEEI -  Ungheria[23]
- 19 - ITCL -  Regno Unito[24]
- 21 - EZU -  Rep. Ceca[25]
- 22 - SIQ -  Slovenia[26]
- 23 - TSE -  Turchia[27]
- 24 - TÜV Rheinland LGA Products GmbH -  Germania[28]
- 25 - TÜV SÜD -  Germania[29]
- 27 - EVPU -  Slovacchia[30]
- 28 - SEP - BBJ -  Polonia[31]
- 30 - ITE PREDOM -  Polonia[32]
- 31 - MIRTEC -  Grecia[33]

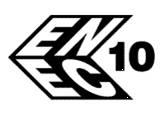
Marchio ENEC rilasciato da Verband Deutscher Elektrotechniker (VDE)
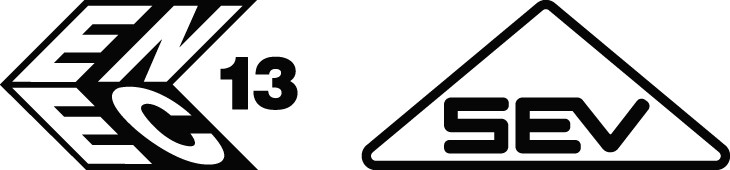
Marchio ENEC rilasciato da Electrosuisse SEV affiancato dal marchio dello stesso organismo di certificazione

## Procedura ENEC
Le procedure di rilascio del marchio sono gestite dall'EEPCA (European Electrical Products Certification Association), associazione che raggruppa gli enti certificatori nazionali degli apparecchi elettrici, che ha sede a Parigi.
Il costruttore, una volta ottenuto il marchio, può sostituirlo al marchio nazionale oppure affiancarlo. Visto che è considerato equivalente, il marchio viene accettato in tutti i mercati dei paesi dei membri firmatari dell'accordo.
Il controllo e la certificazione dei prodotti vengono effettuati da laboratori di terza parte. Vengono fatti controlli sia presso le aziende durante il ciclo di produzione sia sul mercato.
Le norme vengono regolate a livello europeo dal CENELEC in materia di sicurezza elettrica; in Svizzera ed Austria è anche compresa la compatibilità elettromagnetica.
Il marchio viene utilizzato per la certificazione delle seguenti famiglie di prodotti:
- Apparecchi d'illuminazione e relativi componenti
- Elettrodomestici ed elettronica di consumo
- Apparecchiature per la tecnologia dell'informazione
- Trasformatori, trasformatori di sicurezza, condensatori e filtri
- Dispositivi di connessione
- Dispositivi di controllo, interruttori

Il marchio ENEC sarebbe applicato in oltre 15.000 certificazioni rilasciate, corrispondenti a circa 32.000 prodotti, diventando il marchio più noto in Europa per la sicurezza degli apparecchi elettrici.
L'applicazione del marchio ENEC su un prodotto può essere eseguita solo dopo che un Ente accreditato secondo la norma EN ISO/IEC 17065:2012 - Valutazione della conformità - Requisiti per organismi che certificano prodotti, processi e servizi, abbia certificato che il prodotto stesso e tutta la relativa documentazione (fascicolo tecnico) sia conforme alle direttive ed alle norme vigenti nella Comunità Europea.

## Standard
L'apposizione del marchio ENEC è vincolata al rispetto di standard sulla sicurezza per specifiche categorie di prodotti. Tali standard sono:
| Categoria di prodotti                                        | Standard |
| ------------------------------------------------------------ | --- |
| Batterie e accumulatori                                      | EN 62133 |
| Capacitori                                                   | EN 60252-1, EN 60252-2, EN 60384-14, EN 60384-14, EN 60938-2, EN 60939-2, EN 60939-3, EN 61048, EN 61049 |
| Controlli automatici                                         | EN 60691, EN 60730-2, EN 61810-1 |
| Elettrodomestici                                             | EN 60335-1, EN 60335-2 |
| Strumentazioni                                               | EN 50075, EN 60309-1, EN 60309-2, EN 60309-4, EN 60320-1, EN 60320-2, EN 60320-3, EN 60799, EN 60998-1, EN 60998-2, EN 60999-1, EN 61058-1, EN 61058-2, EN 61210, EN 61535, EN 61984                                                           |
| Illuminazione                                                | EN 60155, EN 60238, EN 60400, EN 60570, EN 60598-1, EN 60598-2, EN 60838-1, EN 60838-2, EN 60921, EN 60923, EN 60927, EN 60929EN 60968, EN 61047, EN 61050, EN 61184, EN 61347-1, EN 61347-2, EN 62031, EN 62384, EN 62471, EN 62560, EN 62776 |
| Dispositivi di misurazione                                   | EN 61010-1, EN 61010-2 |
| Sistemi di allarme                                           | EN 50131-1, EN 50131-2, EN 50131-3, EN 50131-4, EN 50131-5, EN 50131-6, EN 50133-1, EN 50133-2, EN 50133-7, EN 50134-3, EN 50134-5, EN 50136-1, EN 50136-2, EN 60839-11                                                                        |
| Information technology                                       | EN 60950-1, EN 62368-1 |
| Quadri elettrici                                             | EN 60947-1, EN 60947-7 |
| Fusibili e altri dispositivi di protezione                   | EN 60127-1, EN 60127-2, EN 60127-3, EN 60127-4, EN 60127-6, EN 60269-1, EN 60269-4, EN 60269-6, EN 61643-11 |
| Sicurezza di trasformatori di potenza, alimentatori e simili | EN 61558-1, EN 61558-2 |
| Utensili elettrici                                           | EN 60745-1, EN 60745-2, EN 61029-1, EN 61029-2 |
| Dispositivi elettronici                                      | EN 60065, EN 60825-1 |
| Equipaggiamento elettrico delle macchine                     | EN 60204-1 |

## ENEC+
Il marchio ENEC+ ("ENEC plus") è un marchio simile al marchio ENEC, ma pensato specificatamente per i prodotti con tecnologia LED, sebbene possa essere applicato anche ad altri prodotti di illuminazione.